# Scott Fischer
Pour les articles homonymes, voir Fischer.
 (décembre 2018).
Si vous disposez d'ouvrages ou d'articles de référence ou si vous connaissez des sites web de qualité traitant du thème abordé ici, merci de compléter l'article en donnant les références utiles à sa vérifiabilité et en les liant à la section « Notes et références ».
Scott Fischer est un grimpeur, alpiniste et guide de haute montagne américain né le 24 décembre 1955 dans le Michigan et mort le 11 mai 1996 sur le mont Everest au Népal. Il est le premier Américain à avoir gravi le Lhotse, quatrième plus haut sommet du monde, culminant à 8 516 mètres d'altitude.

## Carrière
Scott Fischer a grandi dans le Michigan et le New Jersey. À quatorze ans, il apprend l'escalade pendant deux ans après avoir vu une émission à la télévision.
En 1982, il part pour l'Ouest avec son épouse Jean Price et s'installe à Seattle. Ils ont deux enfants, Andy et Katie Rose.
En 1984, il crée sa propre entreprise, Mountain Madness, qui vise à garantir à ses clients l’accès au sommet des plus hautes montagnes du monde pour un coût de l'ordre de 50 000 dollars.
En 1992, en marge de l'ascension victorieuse du K2, il participe au sauvetage de Chantal Mauduit, une alpiniste française victime de photokératite. Elle atteindra par la suite cinq des sommets de plus de 8 000 mètres mais décèdera dans une avalanche sur le Dhaulagiri en 1998.
À partir de la saison 1992, Fischer inaugure un nouveau niveau de commercialisation des aventures alpines[pas clair].

## Décès
Il meurt dans la catastrophe de l'Everest du 10 mai 1996, une des pires tragédies de l'histoire de l'ascension de cette montagne. Le 10 mai 1996, Fischer, Anatoli Boukreev et Neal Beidleman (en) guident huit de leurs clients vers le sommet de l'Everest. Pendant la descente, l'équipe est prise dans une forte tempête de neige. Tous les grimpeurs réussissent à atteindre le camp IV sur le col Sud (7 900 mètres), sauf Fischer.
Fischer, qui avait atteint le sommet aux alentours de 15 heures 45, rencontre de graves difficultés à la descente. Il était accompagné par le chef sherpa Jangbu Lopsang (en), mais juste en dessous du sommet sud, Fischer est incapable de continuer et, finalement, enjoint Lopsang de descendre sans lui. Lopsang accepte, avec l'espoir d'être en mesure d'envoyer quelqu'un d'autre avec de l'oxygène en bouteille pour aider Fischer à descendre. Boukreev, après avoir accompagné ses clients, fait plusieurs tentatives pour atteindre Fischer. Il y renonce à cause du mauvais temps, mais il réussit à sauver plusieurs autres personnes en détresse.
Enfin, vers 19 heures, le 11 mai, Boukreev parvient à atteindre la position de Fischer, mais malheureusement trop tard. Beaucoup pensent que Fischer était atteint d'une forme sévère du mal aigu des montagnes.

## Souvenir
Un monument commémoratif pour Scott Fischer se trouve au sommet d'une colline, appelée col Dugla, près du village de Dugla, sur la piste au camp de base de l'Everest. Tous les grimpeurs de l'Everest arrivant par la route du sud passent devant un groupe de cinq tombes, parmi lesquelles celle de Fischer. En mai 2010, les corps du grimpeur suisse Gianni Goltz et du Russe Sergej Duganow ont été enlevés. Le corps de Fischer reste in situ, à la demande de sa famille.
Le récit des événements de 1996 ont été décrits dans les livres The Climb par Anatoli Boukreev et Gary DeWalt, Tragédie à l'Everest de Jon Krakauer, Left for Dead de Beck Weathers (en) et Climbing High de Lene Gammelgaard (en).
Mountain Madness est une biographie de Scott Fischer par Robert Birkby (en).
Dans le téléfilm Mort sur le toit du monde (Into Thin Air: Death on Everest), le rôle de Fischer est interprété par Peter Horton. Dans le film Everest (2015), réalisé par Baltasar Kormákur, il est interprété par Jake Gyllenhaal.